# Geolycosa domifex
Geolycosa domifex este o specie de păianjeni din genul Geolycosa, familia Lycosidae. A fost descrisă pentru prima dată de Hancock, 1899. Conform Catalogue of Life specia Geolycosa domifex nu are subspecii cunoscute.